# Лигендза, Катарина
Катарина Лигендза, урождённая Бейрон (швед. Catarina Ligendza; род. 18 октября 1937, Стокгольм) — шведская оперная певица (сопрано). Особенно известна исполнением ролей в операх Вагнера.

## Биография
Катарина Бейрон родилась в 1937 году в Стокгольме. Её родителями были шведские оперные певцы Эйнар Бейрон и Брита Херцберг. Училась вокальному искусству вначале в Стокгольме, затем в Венском университете музыки и исполнительского искусства; в Вюрцбургской консерватории у Генриетты Клинк и у Труде Айпперле в Штутгарте. Впоследствии Катарина вышла замуж за немецкого гобоиста и дирижёра Петера Лигендзу.
Дебют певицы состоялся в 1963 году в партии графини в «Женитьбе Фигаро» в оперном театре Линца. С 1964 по 1965 год она пела в Государственном театре Брауншвейга, а с 1965 по 1968 год совершенствовалась у Йозефа Грайндля в Саарбрюккене. В 1969 году артистка заключила контракт с Немецкой оперой и Штутгартской государственной оперой, а также пела в опере Гамбурга. Катарина Лигендза много гастролировала и выступала, в числе прочего, в театрах Ла Скала, Метрополитен-опера и Ковент-Гарден, а также в оперных театрах Вены, Гамбурга, Мюнхена и Стокгольма. Начиная с 1971 года певица неоднократно принимала участие в Байрёйтском фестивале.
Катарина Лигендза обладала обширным и разнообразным репертуаром: в числе её ролей были Дездемона в «Отелло» Верди, Ариадна в «Ариадне на Наксосе» Штрауса, Леонора в «Фиделио» Бетховена, Лиза в «Пиковой даме». Однако в первую очередь она была одним из наиболее выдающихся «вагнеровских сопрано» своего времени. Лигендза пела Изольду в «Тристане и Изольде», Сенту в «Летучем голландце», Брунгильду в «Валькирии» и «Гибели богов» и многие другие партии. 
Последним выступлением с её участием стала премьера «Кольца нибелунга» в Токио в 1987 году.
В 1975 году Катарина Лигендза стала членом Шведской королевской музыкальной академии. В 2004 году была награждена Медалью литературы и искусств. Существует ряд аудио- и видеозаписей с её участием.